# Giulio Marchetti
Giulio Marchetti (Barcellona, 9 giugno 1911 – Terracina, 1º dicembre 1993) è stato un attore e conduttore televisivo italiano.

## Biografia
Nato in Spagna, ma presto trasferitosi in Italia, proveniva da una famiglia di artisti. Il bisnonno era il celebre compositore Filippo Marchetti e il padre Adriano era direttore artistico di operette e riviste. Compiuti gli studi a Bologna, iniziò a frequentare il palcoscenico, divenendo un attore di varietà. Negli anni quaranta approdò al mondo della rivista e successivamente a quello del cinema, ma sempre con parti di secondo piano. Grande popolarità arrivò con Giovanna, la nonna del Corsaro Nero, sceneggiato televisivo andato in onda dal 1961 al 1966, in cui Giulio Marchetti rivestì il ruolo del maggiordomo Battista, recitando accanto alla coppia Anna Campori - Pietro De Vico.
Dal 1965 al 1977 condusse ininterrottamente l'edizione italiana del programma televisivo Giochi senza frontiere, competizione agonistica fra città di alcune nazioni europee, e la versione natalizia Giochi sotto l'albero dal 1971 al 1975. Fu pure telecronista per la Rai (fino al 1978) del Concerto di Capodanno di Vienna trasmesso in Eurovisione in quanto era conoscitore oltre che della lingua spagnola anche di quella tedesca.
Nel 1975 prese parte allo show televisivo Macario uno e due, al fianco di Erminio Macario.
È morto nella notte del 1º dicembre 1993 a causa di un'emorragia interna, a Terracina. I funerali si sono svolti il giorno seguente nella chiesa di Porto Salvo a Porto Badino (Terracina). È stato tumulato nel Cimitero di Borgo Hermada, una frazione del Comune di Terracina, dove si trova anche la moglie Trude Kesner.

## Televisione
- La vedova allegra, operetta di Leon e Stein, musica di Franz Lehár, regia di Mario Landi, trasmessa il 12 giugno 1955.
- Fuori programma, presentano Elio Pandolfi e Raffaele Pisu, con Tino Scotti, Gianni Agus, Giulio Marchetti, complesso di Bruno Quirinetta, le domeniche alle 17, 1955.
- Giovanna, la nonna del Corsaro Nero 1961-1966, nel ruolo del maggiordomo Battista.
- Giochi senza frontiere 1965-1977, presentatore dell'edizione italiana.
- Giochi sotto l'albero 1971-1975, presentatore dell'edizione italiana.
- Macario uno e due, 1975, spalla di Erminio Macario

## Filmografia
- Fifa e arena, regia di Mario Mattoli (1948)
- Adamo ed Eva, regia di Mario Mattoli (1949)
- La strada buia, regia di Marino Girolami e Sidney Salkow (1950)
- Quel bandito sono io, regia di Mario Soldati (1949)
- Maracatumba... ma non è una rumba, regia di Edmondo Lozzi (1949)
- L'inafferrabile 12, regia di Mario Mattoli (1950
- Accidenti alle tasse!!, regia di Mario Mattoli (1951)
- Anema e core, regia di Mario Mattoli (1951)
- Imbarco a mezzanotte, regia di Andrea Forzano e Joseph Losey (1952)
- Giuseppina, regia di James Hill (1959)
- Brevi amori a Palma di Majorca, regia di Giorgio Bianchi (1959)
- Noi duri, regia di Camillo Mastrocinque (1960)
- Il sicario, regia di Damiano Damiani (1960)
- Nefertite, regina del Nilo, regia di Fernando Cerchio (1961)
- Gli anni ruggenti, regia di Luigi Zampa (1962)
- Il colpo segreto di d'Artagnan, regia di Siro Marcellini (1962)
- Totò diabolicus, regia di Steno (1962)
- Totò di notte n 1, regia di Mario Amendola (1962)
- Venere imperiale, regia di Jean Delannoy (1962)
- La congiura dei dieci, regia di Baccio Bandini e Étienne Périer (1962)
- Zorro e i tre moschettieri, regia di Luigi Capuano (1963)
- Il boia di Venezia, regia di Luigi Capuano (1963)
- Il Leone di San Marco, regia di Luigi Capuano (1963)
- Le tardone, regia di Marino Girolami (1963)
- Sandokan alla riscossa, regia di Luigi Capuano (1964)
- Sandokan contro il leopardo di Sarawak, regia di Luigi Capuano (1964)
- 5 per la gloria (The Secret Invasion), regia di Roger Corman (1964)
- L'avventuriero della Tortuga, regia di Luigi Capuano (1965)
- Uno straniero a Sacramento, regia di Sergio Bergonzelli (1965)
- La vuole lui... lo vuole lei, regia di Mario Amendola (1967)
- L'avventuriero, regia di Terence Young (1967)
- Colpo grosso alla napoletana (The Biggest Bundle of Them All), regia di Ken Annakin (1968)